# Elizabetha fanshawei
Elizabetha fanshawei är en ärtväxtart som beskrevs av John Macqueen Cowan. Elizabetha fanshawei ingår i släktet Elizabetha och familjen ärtväxter. Inga underarter finns listade i Catalogue of Life.